# TAR-21
IMI TAR-21 (Tavor assault rifle) je izraelská útočná puška používající náboj 5,56 × 45 mm NATO. TAR-21 používá koncepci bullpup stejně jako britská SA80, francouzský FAMAS, rakouský Steyr AUG a čínský Norinco QBZ-95. Díky této technologii je celková délka zbraně zkrácena, ale hlaveň si zachovává délku stejnou jako u zbraní bez systému bullpup, což umožňuje nasazení v menších prostorách (tudíž vyhovující technice boje zvané CQB).
Útočná puška TAR-21 je vyrobena z kompozitních materiálů. Cílem bylo vytvořit spolehlivou a lehkou zbraň vhodnou do každého prostředí.